# 電話局
電話局（でんわきょく）は逓信省、運輸通信省、電気通信省、日本電信電話公社（電電公社）、日本電信電話株式会社（NTT）の地方機関である。

## 概説
日本国内のたいていの地域では郵便局が電話業務を扱っていたが、大都市のみ電話局が独立して設けられていた。1949年に電気通信省が設置されると、電話局は電報電話局に改組される。
現在、電話局といえば、電報電話局の流れを汲み、電話交換機があるNTT東日本・NTT西日本の旧支店・営業所の建物のことを指すことが多い。
日本電信電話(NTT)は、1989年に「電話局」を「支店・営業所」の名称に変更した。名称変更の理由としては、電話局と言う名称が、電電公社時代からの官庁的なイメージがあったこと、合理的なNTTの販売拠点網を構築する上でふさわしくなかったこと等、民営化後のイメージの一本化を図りたかったとしている。
しかしながら、コマーシャル等では「局番なしの116」（116は管轄支店の受付専用電話番号）と案内されることが多い。これは電話局の名称が定着していたことにより利用者がイメージしにくかった点、後述の通り合理化を理由に窓口が減少していることが挙げられる。
電話加入者の数に応じて、1級局〜3級局という区分があり、NTTでは級局毎に基本使用料金の設定が異なっている。
なお、民営化以降、各地のNTTの支店・営業所における電話料金支払い等の有人窓口は民営化後暫くは残されていたものの、銀行・その他金融機関での口座引き落としやコンビニエンスストアでの支払いが定着化した事により、徐々に有人窓口は閉鎖され、のちに全て消滅した。支店・営業所となった建物に関しても、鉄塔がある関係で建物自体はそのまま保有しつつも常時無人化されたところが多い。
2023年、NTT東日本はベンチャー企業との協業で昆虫食事業を開始したが、かつての電話局（支店・営業所）の有人窓口だった現在の空きスペースを有効活用し、飼育スペースとして利用する予定である。

## 設備
NTT、KDDIなどの通信会社では通信設備を設置するビルを「通信ビル」または「通信局舎」と呼んでいるが、利用者からは「電話局」と呼ばれることがある。通信ビルには、電話交換機の他に蓄電池設備・自家発電設備・無線設備等が設置されている。
電話線などのケーブルは、通信ビルの地下に設置された洞道（とうどう）と呼ばれるケーブルトンネルから地下管路・マンホール・電柱を経由し加入者宅へ配線されている。